# Монтреал
Монтреал (фр. Montréal, енгл. Montreal) је други по величини град у Канади и највећи град провинције Квебек. Према резултатима пописа 2011. у граду је живело 1.649.519 становника, а на ширем подручју града 3.635.571 (2006). Монтреал се налази у југозападном делу Квебека, око 275 km југозападно од града Квебека, 167 km источно од главног града Отаве. Град се налази на острву Монтреал, између река Сен Лорен и Отава.
На простору данашњег Монтреала живели су Ирокези, када је до њих 1535. године стигао француски истраживач Жак Картје. Прва европска насеобина на месту данашњег Монтреала подигнута је 1642. Француски досељеници су је назвали Вил Мари де Монреал. Уследила је брза колонизација као последица трговине крзном. Британске снаге су заузеле град 1760. који је 1763, са осталим деловима Нове Француске, постао део Британске Северне Америке. Монтреал је био главни град Канаде од 1844. до 1849.
Данас је Монтреал једна од главних канадских лука и њен најважнији културни центар. Монтреал је незванична франкофонска престоница Северне Америке и после Париза највећи франкофони град у свету.  У граду су 1976. одржане Летње олимпијске игре 1976.

## Географија и положај
Монтреал се налази на југозападу покрајине Квебек, приближно 275 km јужно од града Квебек, седишта покрајине, и 167 km источно од Отаве, главног града Канаде.
Град Монтреал покрива највећи део острва Монтреал на ушћу реке Отаве у реку Сен Лорен. Монтреалска лука лежи на једном крају реке Сен Лорен, која повезује Велика језера и Атлантски океан. Северно од Монтреала протиче река Ривјер де Прери.
Град је добио име по најпознатијој географског одлици острва, брду Мон Роајал (Mont Réal на средњовековном француском, односно фр. Mont Royal на савременом француском), чији је највиши врх Колин де ла Кроа (232 m). Друга два врха су Колин де Утремон (или Маунт Мари, у кварту Утремон) висок 211 m и врх Вестмаунт висок 201 m. Брдо је део ланца Монтережијских брда (Монтериџијских на енглеском) смештених између Лоренсових и Апалачких планина.
Монтреал је центар монтреалског метрополиса, а граничи се са градовима Лавал на северу, Лонгој, Сен Ламбер, Бросар и другим општинама на југу, Репентињи на истоку и општинама Вест Ајланда на западу. Англофоне општине Вестмаунт, Монтреал Запад, Хампстед, Кот Сен Лик, Мон Роајал и франкофона енклава Монтреал Исток у потпуности су окружене градом Монтреалом.

### Мон Роајал
На брду изнад града је парк Мон Роајал, једна од највећих зелених површина у Монтреалу. Парк, чији је већи део пошумљен, пројектовао је Фредерик Ло Олмстед, (дизајнер њујоршког Сентрал парка), а отворен је 1876.
У парку су два видиковаца, од који је познатији Кондјарон, са ког се пружа поглед на центар Монтреала. У парку је и мало вештачко Даброво језеро, затим кратке ски-стазе, врт са статуама, Смитова кућа и музеј Жорж-Етјена Картјеа. У парка се одржавају спортске, туристичке и културне активности. Ту се налази вештачко језеро Дабарско језеро (Монтреал).
На планини се налазе два велика гробља, Нотр Дам де Неж (основано 1854) и Мон Роајал (1852). Гробље Мон Роајал, са површином од 67 ha, смештено је на северној падини планине Мон Роајал, у општина Утремон. Гробље Нотр Дам де Неж је много веће, франкоканадско и католичко. На њему је сахрањено преко 900.000 људи.
На гробљу Мон Роајал има 162.000 гробова и на њему су сахрањени многи познати Канађани. У делу за ратне ветеране сахрањено је и неколико војника, носиоца највишег војног одликовања Велике Британије, Викторијиног крста. На гробљу је 1901. отворен први крематоријум у Канади.
Први крст на брду је поставио оснивач града Пол Шомеде де Мезонев као испуњење завета које је дао Богородици када ју је молио да престане велика поплава. Данас се на врху брда истиче осветљени крст, висок 31,4 m, који је 1924. године поставило Удружење светог Јована Крститеља. Крст је данас у власништву града. Крст је осветљен светлоцрвеном, плавом или љубичастом бојом (љубичаста светлост се користи само као знак жалости у периоду од смрти једног папе и до избора другог).

### Клима
Монтреал лежи на граници неколико климатских региона. Клима Монтреала се обично класификује као влажна континентална или влажна бореална клима (Кепенова класификација климата Dfb).
Падавине су обилне са просечним снежним падавинама од 2,175 mm годишње (највише зими). Просечна количина кише износи годишње 763,8 mm. Лето је највлажније доба у години, али такође и најсунчаније.
Најхладнији месец у години је јануар са максималном дневном температуром од -5,7 °C, а просечна минимална је −14,7 °C. Најтоплији месец је јул са просечном максималном температуром од 26,2 °C. Најнижа икада забележена температура била је −37,8 °C (15. јануара 1957), а највиша икада забележена температура износила је 37,6 °C (1. августа 1975). Лети је честа велика влажност ваздуха, па је због тога субјективни осећај температуре буде још виши. У пролеће и јесен, просечна месечна количина падавина износи између 55 mm и 94 mm. Снежне падавине у пролеће и јесен су нормална појава. Такође, касни топли таласи као и михољска лета су редовне одлике климе Монтреала.
| Клима Монтреала                       | Клима Монтреала | Клима Монтреала | Клима Монтреала | Клима Монтреала | Клима Монтреала | Клима Монтреала | Клима Монтреала | Клима Монтреала | Клима Монтреала | Клима Монтреала | Клима Монтреала | Клима Монтреала | Клима Монтреала |
| Показатељ \ Месец                     | .Јан.           | .Феб.           | .Мар.           | .Апр.           | .Мај.           | .Јун.           | .Јул.           | .Авг.           | .Сеп.           | .Окт.           | .Нов.           | .Дец.           | .Год.           |
| ------------------------------------- | --------------- | --------------- | --------------- | --------------- | --------------- | --------------- | --------------- | --------------- | --------------- | --------------- | --------------- | --------------- | --------------- |
| Апсолутни максимум, °C (°F)           | 13,9 (57)       | 15,0 (59)       | 25,6 (78,1)     | 30,0 (86)       | 33,9 (93)       | 35,0 (95)       | 36,6 (97,9)     | 37,6 (99,7)     | 33,5 (92,3)     | 28,3 (82,9)     | 21,7 (71,1)     | 18,0 (64,4)     | 37,6 (99,7)     |
| Средњи максимум, °C (°F)              | −5,8 (21,6)     | −4,2 (24,4)     | 2,0 (35,6)      | 10,7 (51,3)     | 18,5 (65,3)     | 23,4 (74,1)     | 26,2 (79,2)     | 24,6 (76,3)     | 19,8 (67,6)     | 13,0 (55,4)     | 5,2 (41,4)      | −2,9 (26,8)     | 10,9 (51,6)     |
| Просек, °C (°F)                       | −10,3 (13,5)    | −8,8 (16,2)     | −2,4 (27,7)     | 5,7 (42,3)      | 12,9 (55,2)     | 18,0 (64,4)     | 20,8 (69,4)     | 19,4 (66,9)     | 14,5 (58,1)     | 8,3 (46,9)      | 1,6 (34,9)      | −6,9 (19,6)     | 6,1 (43)        |
| Средњи минимум, °C (°F)               | −14,9 (5,2)     | −13,5 (7,7)     | −6,9 (19,6)     | 0,6 (33,1)      | 7,3 (45,1)      | 12,5 (54,5)     | 15,4 (59,7)     | 14,1 (57,4)     | 9,3 (48,7)      | 3,6 (38,5)      | −2,0 (28,4)     | −11,0 (12,2)    | 1,2 (34,2)      |
| Апсолутни минимум, °C (°F)            | −37,8 (−36)     | −33,9 (−29)     | −29,4 (−20,9)   | −15,0 (5)       | −4,4 (24,1)     | 0,7 (33,3)      | 6,1 (43)        | 3,3 (37,9)      | −2,2 (28)       | −7,2 (19)       | −19,4 (−2,9)    | −32,4 (−26,3)   | −37,8 (−36)     |
| Количина падавина, mm (in)            | 63,3 (24,92)    | 56,4 (22,2)     | 67,6 (26,61)    | 74,8 (29,45)    | 68,3 (26,89)    | 82,5 (32,48)    | 85,6 (33,7)     | 100,3 (39,49)   | 86,5 (34,06)    | 75,4 (29,69)    | 93,4 (36,77)    | 85,6 (33,7)     | 939,7 (369,96)  |
| Извор: World Climate, Погода и Климат |                 |                 |                 |                 |                 |                 |                 |                 |                 |                 |                 |                 |                 |

## Историја
Археолошки налази показују да су различити номадски народи живели на острву Монтреал, најмање 2.000 година пре доласка Европљана. Ирокези су основали село Хочелага у подножју Краљевског брега. Француски истраживач Жак Картије је посетио Хочелагу 2. октобра 1535, присвојивши долину реке Сен Лорен за Француску. Он је проценио да је у селу живело „преко хиљаду“ становника.
Седамдесет година касније, француски истраживач Самјуел де Шамплен је известио да су Ирокези и њихова насеља потпуно нестали из долине Сен Лорена, вероватно због међуплеменских ратова, болести које су донели Европљани и одсељавања. Шамплен је 1611. године основао станицу за трговину крзном на острву Монтреал, на месту на почетку названом Ла плас Ројал фр. La Place Royale, на ушћу реке Пети Ривјер фр. Petite Rivijere у Сен Лорен, на месту где се данас налази музеј Поан а Калијер фр. Pointe-à-Callière. Године 1639, Жером ле Рјер се ла Доверзјерје добио титулу господара острва Монтреал.
Са овлашћењем католичког друштва Госпе од Монтреала фр. Société Notre-Dame de Montréal, мисионари Пол Шомеде де Месонев, Жана Манс и неколико француских колониста је оновало мисију за покрштавање староседеоца Вил Мари 17. маја 1642. Године 1644. Мансова је основала прву болницу у Северној Америци северно од Мексика. Пол Шомеде де Месонев је био оснивач и први гувернер колоније, а католичка часна сестра Маргарита Буржoa је оснивала прве школе у Новој Француској.
Вил Мари је постао центар за трговину крзном и базу за даље француско истраживање у Северној Америци. Дрвени зидови изграђени су 1725. године. Упркос врло јаком земљотресу 7. септембра 1732, град се наставио развијати, а утврђен је око 1740. године. Град је остао у француским рукама све до 8. септембра 1760, када је војвода де Леви био присиљен да град преда британској војсци под командом лорда Џефрија Амхерста.
Године 1759, у Монтреалу је живело више од 5.000 становника. Након британског освајања 1760, Монтреал је још увек личио на француске градове с већинским француским становништвом, али су богато грађанство највећим делом чинили Енглези. Иако је највећи део становништва говорио француским језиком, највећи део новина, плаката и школовање били су на енглеском.
Монтреал је регистрован као град у 1832. Иако су град потресале честе епидемије и велики пожари, у Монтреалу се снажно развила индустрија и трговина којом је највећим делом управљало енглеско грађанство. Град је, као и остатак покрајине, погодила побуна 1837. Отварање Лашинског канала омогућио је бродовима да заобиђу непловне Лашинске брзаке, а изградња моста Викторија је успоставила Монтреал као главни железнички чвор. До 1860-их Монтреал је био највећи град Британске Северне Америке и неоспорно привредно и културно средиште Канаде.
Монтреал је био главни град провинције Канаде од 1844. до 1849, али је изгубио свој статус када је група торијеваца запалила зграду Парламента у знак протеста због усвајања Закона о штети због побуне, којим би се вратила права француском становништву. У овом пожару који се проширио и до националне библиотеке, уништени су бројни историјски списи Нове Француске.
После Првог светског рата, политика прохибиције у САД претворила је Монтреал у рај за Американце који су тражили алкохолна пића. Незапосленост је остала висока у граду, а била је погоршана крахом берзе 1929. и Великом депресијом.
Током Другог светског рата, градоначелник Камилијен Уд је протестовавао против регрутације и позвао је Монтреалце да се упишу у регистар свих мушкараца и жена савезне владе. Влада га је због непослушности затворила у логор до 1944. када је била приморана да уведе обавезно служење војног рока.
До 1951. године број становника Монтреала је премашио милион људи. Канал Сен Лорен, који је отворен 1959. године, омогућава бродовима да заобиђу Монтреал, што је временом означило и крај економске доминације града у Канади. Међутим, током 1960-их Монтреал је доживео континуирани раст, изградњом највиших небодера у Канади, нових саобраћајница и Монтреалског метроа, једног од првих такве врсте у читавој Северној Америци.
Следеће деценије је најавила период далекосежних социјалних и политичких промена, које су у великој мери проистекле због забринутости франко-канадске већине о очувању своје културе и језика, с обзиром на традиционалну превласт на англо-канадске мањине у пословном свету. Октобарска криза и победа суверенистичке Квебечке партије, проузроковала је одлазак многих фирми и људи из града. Године 1976. Монтреал је био домаћин Летњих олимпијских игара.
Током 1980-их и раних 1990-их, Монтреал је имао спорију стопу привредног раста од многих других великих канадских градова. До краја 1990-их, међутим, економска клима у Монтреалу почела је да се побољшава.
Монтреал је спојен са 27 околних општина на острву Монтреал 1. јануара 2002. Спајањем је створен јединствен град Монтреал који је покривао цело острво Монтреал. Овај потез је међутим био веома непопуларан поготово међу становницима већински англофоних делова града, па је неколико бивших општина, са укупно 13% становништва острва, гласало да напусти тек уједињени град у одвојеним референдумима у јуну 2004. Одвајање је извршено 1. јануара 2006, чиме је на острву остало 15 општина, укључујући град Монтреал као засебну административну јединицу.

## Општине
Град Монтреал се састоји од 19 великих општина које се даље деле на мање квартове. Општина Монтреала су Аентсик-Картјевил, Анжу, Кот де Неж Нотр Дам де Грас, Лашин, Ласал, Ле Плато Мон Роајал, Југоисток, Л'Ил Бизар Сент Женевјев, Мерсје-Ошлага-Мезонев, Монтреал-Север, Утремон, Пјерфон-Роксборо, Ривјер де Прери Поент о Трембл, Розмон-Ла Пти-Патри, Сен Лоран, Сен Ленар, Верден, Вил Мари и Вилре-Сен Мишел-Парк-Екстансион.
Општина са највише квартова је Вил Мари, која обухвата центар града, историјски дистрикт Стари Монтреал, Кинеска четврт, хомосексуалну четврт, Латински кварт, недавно гентрификоване Квартјер интернасионал и Сите Мултимедија, као и Квартјер де Спектакл који је транутно у изградњи. Остали квартови од интереса у општини су луксузни Голден сквер мајл у подножју Краљевског брега и Шонеси вилиџ односно Квартјер Конкордија које су дом хиљадама студената Универзитета Конкордија. Кварт такође обухвата већи део парка Мон Роајал, острво Света Јелена, као и Богородичино острво.
У општини Плато Мон Роајал традиционално живе припадници франкофоне радничке класе. Највећи кварт је Плато, који такође пролази кроз процес значајне гентрификације, а истраживање из 2001. је означило овај кварт као најкреативнији у Канади пошто 8% његовог становништва чине уметници. Кварт Мајл енд у северозападном делу града је током историје био врло мултикултуралан део града. Макгил гето се налази у крајњем југозападном делу општине, a његово име је изведено из чињенице да је дом хиљадама студената Универзитета Макгил.
У општини Југоисток је била смештена већина индустрије крајем 19. и почетком 20. века. Овде се налазе ирски раднички квартови Грифинтаун, Гус вилиџ и Поан Сен Шарл као и сиромашнији квартови Сен Анри и Мала Бургоња.
Остали значајни квартови Монтреала су мултикултурални Нотр-дам де Грас и Кот де Неж у општини Кот де Неж - Нотр-дам део Грас, Мала Италија у општини Розмон - Ла Пти Патри и Ошлага-Мезонев, која је дом монтреалском Олимпијском стадиону у општини Мерсије - Ошлага - Мезонев.

## Становништво
Према резултатима пописа становништва из 2011. у граду је живело 1.649.519 становника, што је за 1,8% више у односу на попис из 2006. када је регистровано 1.620.693 житеља.
| 2006.     | 2011.     | 2016.     | 2021.     |
| --------- | --------- | --------- | --------- |
| 1.620.693 | 1.649.519 | 1.704.694 | 1.762.949 |

Попису становништва из 2006. град Монтреал је имао 1.620.693 становника. У широј области Монтреала је према попису из 2006. живео 3.635.571 становник, а према попису из 2001. 3.451.027 становника, што представља раст становништва од +1,05% годишње између 2001. и 2006. По попису из 2006, деце до 14 година старости било је 621.695, што чини 17,1% становништва, док је број становника изнад 65 година старости износио 495.685 или 13,6% од укупног становништва. Становници европских етничких група чине највећи скуп етничких група у Монтреалу, и углавном су француског, ирског, италијанског и британског порекла.

### Религија
У Монтреалу се налази српска православна црква посвећена Светој Тројици која опслужује око 5000 Срба присутних у овом граду. Саму цркву је у име Српске православне цркве откупио Димитрије Пивнички, познати неурохирург и отац касније прве даме Канаде Милице Пивнички.

## Архитектура
Више од века и по, Монтреал је био индустријски и финансијски центар Канаде. Различите врсте зграда, укључујући фабрике, силосе, магацине, млинове, као и рафинерије, данас представљају наслеђе од историјског и архитектонског значаја, посебно у центру града и у области старе луке.
Данас постоје и многе историјске зграде у Старом Монтреалу које су и даље у свом изворном облику: Богородичина црква, пијаца Bonsecours, као и импресивно седиште свих главних канадских банака на Улици светог Јакова из 19. века. Ораторијум светог Јосифа (завршен 1934), главна зграда Универзитета у Монтреалу коју је пројектовао Ернест Кормије у стилу арт дека, пословна зграда Place Ville-Marie, контроверзни Олимпијски стадион и околне структуре, само су од неких значајних примера архитектуре 20. века.
Павиљони дизајнирани за Светску изложбу 1967, популарно познат као Експо 67, садржи широки спектар архитектонских пројеката. Иако су већина павиљона биле само привремене структуре, неколико преосталих структуре су постале знаменитости Монтреала, укључујући некадашњи амерички павиљон геодетску куполу, која је данас музеј Монтреалска биосфера, као апартманско насеље Хабитат 67 који је пројектовао Моше Сафди.
Монтреалски метро је испуњен обиљем јавних радова неких од највећих имена у квебечке културе. Дизајн и украси сваке станице у система метроа су јединствени.
Монтреал је 2006. проглашен за Унесков град дизајна, једним од три престонице дизајна у свету (друге две су Берлин и Буенос Ајрес).

## Култура
Монтреал се сматра културном престоницом Квебека, и уопште целе франкофонске Северне Америке. Град је средиште Канаде што се тиче телевизијске продукције, позоришта, филма, издаваштва и медија на француском језику.

### Фестивали и догађања
У Монтреалу се годишње одржава велики број фестивала, од којих се већина одвија љети. Неки од најпознатијих су Монтреалски међународни фестивал џеза, Фестивал француске музике и фестивал Само за смех. За време џез фестивала, многе улице у центру града затворене су за саобраћај, те се на њима одвијају бројне бесплатне представе. Уз музичке, овде се одржавају и многи филмски фестивали. Због бројних активности које нуди, многи сматрају Монтреал најбољим градом за разоноду у Канади.
Tam-tams du mont Royal је догађање које се спонтано организује лети сваке сунчане недеље, а обухвата бројне међукултурне и музичке сусрете, а иначе га обележавају бубњари по коме фестивал и носи иђе. Ово окупљање на Мон Роајалу је врло популарно међу младима.

### Музеји и позориште
Градски уметнички центар је Place des Arts који је културни комплекс у којем се налази Музеј савремене уметности, те неколико казалишта. Овде је и седиште Монтреалске опере и Монтреалског симфонијског оркестра.
Међу многим музејима у граду важно је споменути Историјски и археолошки музеј, Музеј уметности и Музеј фестивала Само за смех. Од многих позоришта у граду, међу познатијим су Театар Сен Дени, Театар Ридо Верт и Театар новог света.

### Споменици
Споменици који се налазе широм града, односе се обично посебно на франкофону или англофону заједницу града. Друштву Богородице је подигнут је обелиск на тргу Јувил. Главном градском оснивачу, Полу Шомеду де Мезоневу, подигнут је споменик на Тргу војске, Плас д'Арме.
У граду се налазе и двије очуване куће познатих француских истраживача, Антоана Ломеа, који је основао град Детроит (САД), те Робера де ла Сала, истраживача Мисисипија. Једна од важнијих историјских локација у граду је и музеј у дворцу Рамезо.
Раздобље британске власти обиљежено је Нелсоновим стубом. Тај споменик, који се налази на тргу Жака Картјеа, је један од најконтроверзнијих споменика у граду будући да га многи сматрају симболом британског империјализма. Уз њега сличну контроверзу носи и кип краљице Викторија, Викторије на тргу Викторија. Споменик Жоржу Етјену Картјеу, једном од оснивача канадске конфедерације, налази се на уласку у Мон Роајал.
Будући да је католицизам дио идентитета франкофоне заједнице, овдје се налази и одређени број религијских споменика. Ла Пијета из 1855, која се налази у истоименом маузолеју на гробљу Нотр дам де Неж, направљена је по узору на Микеланђелову Пијету у базилици Светог Петра у Ватикану.

### Зелене површине
У граду се налази неколико стотина паркова и осталих зелених површина. Најважнија и најпознатија зелена површина у Монтреалу је парк Мон Роајал. Овај парк је 1876. дизајнирао амерички пејзажни архитект Фредерик Ло Олмстед који је дизајнирао и Сентрал парк у Њујорку. Парк Мон Роајал има површину од око 2 km². Остале важније зелене површине у Монтреалу су:
- Важнији паркови :
  - Парк Мон Роајал (1,90 km²)
  - Парк Жан Драпо (2,09 km²)
  - Парк Рене Левек (0,14 km²)
  - Природни комплекс Сан Мишел (1,92 km²)
- Важнији урбани паркови :
  - Парк де Рапид (0,30 km²)
  - Парк Жари (0,36 km²)
  - Променада Белрив (0,22 km²)
  - Парк Лафонтен (0,36 km²)
  - Парк Ангрињон (0,97 km²)
  - Парк Мезонев (0,63 km²)
- Паркови природе :
  - Кап Сам Жак (2,88 km²)
  - Ил де ла Визитасјон (0,34 km²)
  - Поан о Прери (2,61 km²)
  - Ил Бизар (2,01 km²)
  - Боаз де Лијес (1,59 km²)
  - Ансе а л’Орме (0,88 km²)

## Партнерски градови
- Алжир – 1999[31]
- Амстердам
- Биршеба
- Брисел
- Букурешт
- Бусан – 2000[32]
- Казабланка
- Ханој– 1997[33]
- Хирошима – 1998[34]
- Лион – 1979[35]
- Манагва
- Манила – 2005[36]
- Милано – 1996
- Мока – 2006
- Париз – 2006[37]
- Порт о Пренс – 1995[33]
- Рим
- Сан Салвадор – 2001[33]
- Шангај – 1985[38]
- Јереван – 1998[39]